# Caypullisaurus bonapartei
Il caypullisauro (Caypullisaurus bonapartei) è un rettile marino estinto, appartenente agli ittiosauri. Visse tra il Giurassico superiore e il Cretaceo inferiore (Titoniano - Berriasiano, circa 150 - 143 milioni di anni fa) e i suoi resti fossili sono stati ritrovati in Sudamerica.

## Descrizione
Questo animale era di grandi dimensioni e doveva superare facilmente i 5 metri di lunghezza. Come gran parte degli ittiosauri, possedeva un profilo idrodinamico e una morfologia che richiamava i delfini. Il cranio era lungo e basso e terminava in un rostro appuntito dotato di denti aguzzi. Le orbite dovevano essere piccole. Le zampe erano trasformate in strutture simili a pagaie relativamente lunghe e ampie.

## Classificazione
Caypullisaurus è stato descritto per la prima volta nel 1997, sulla base di fossili ritrovati nella formazione Vaca Muerta nella zona di Cerro Lotena (Provincia di Neuquen, Argentina). I fossili indicano che questo grande ittiosauro era un membro degli oftalmosauridi, un gruppo di ittiosauri specializzati che sopravvissero al limite Giurassico/Cretaceo. In particolare, Caypullisaurus sembrerebbe essere un rappresentante della sottofamiglia Platypterygiinae, ovvero ittiosauri con denti relativamente grandi e pinne lunghe, dalla morfologia più primitiva. Alcuni studi avvicinano Caypullisaurus ai generi Platypterygius e Brachypterygius (Fernandez, 2007), mentre altri indicano come suo più stretto parente Athabascasaurus del Canada (Fischer et al., 2012).